# 格羅蘇普列市鎮

45°57′18.45″N 14°40′22.32″E / 45.9551250°N 14.6728667°E
格羅蘇普列市鎮，是斯洛文尼亞中部的一個市镇，行政中心为格羅蘇普列。傳統上屬於下卡尼奧拉地區，面積134平方公里，2010年人口19,136，人口密度每平方公里140人。